# Trioza parviceps
Trioza parviceps är en insektsart som beskrevs av Leonard D. Tuthill 1964. Trioza parviceps ingår i släktet Trioza och familjen spetsbladloppor. Inga underarter finns listade i Catalogue of Life.